# Santa María Mixquixtlahuaca
Santa María Mixquixtlahuaca är en ort i Mexiko.   Den ligger i kommunen San Pedro y San Pablo Tequixtepec och delstaten Oaxaca, i den sydöstra delen av landet, 220 km sydost om huvudstaden Mexico City. Santa María Mixquixtlahuaca ligger 1 997 meter över havet och antalet invånare är 145.
Terrängen runt Santa María Mixquixtlahuaca är kuperad. Runt Santa María Mixquixtlahuaca är det mycket glesbefolkat, med 2 invånare per kvadratkilometer. Närmaste större samhälle är Zaragoza, 19,9 km nordost om Santa María Mixquixtlahuaca. I omgivningarna runt Santa María Mixquixtlahuaca växer huvudsakligen savannskog.